# Dombay Mihály
Dombay Mihály (Nagyida, 1855. január 22. – Vác, 1927. szeptember 21.) színész, igazgató.

## Életútja
Színpadra lépett 1878-ban. 1880-ban Erdélyi Marietta társulatának volt a tagja, 1884-ben Mosonyi Károlynál működött, amikor hadnagyi rangot kapott. 1887-ben Kövesinél volt szerződésben. 1889-ben igazgató lett. Ő volt az első ún. kabaré-igazgató, aki másod-harmadmagával évtizedeken át apró egyfelvonásos darabot játszott szerte az országban, mindenütt őszinte elismeréssel. Ezek a darabok voltak a repertoárjában: »Az egér«, »A váróteremben«, »A karperec«, »Egy pohár víz«  stb. 1911. november 1-jén nyugalomba vonult és Vácon telepedett le, ahol saját művészies berendezésű háza volt. Az első világháború elején mint honvédhadnagy teljesített szolgálatot.
Neje Fekete Róza, született 1858-ban, Dorozsmán. 1881. február havában Erdélyi Mariettánál lépett színpadra. Nyugalomba ment 1911. január 1-jén. Meghalt 1928. július 4-én, Vácon.

## Fontosabb szerepei
- Grange Batelier (Hervé: Lili)
- Pierre (Adolphe d'Ennery(wd) –  Eugène Cormon(wd): A két árva)
- Morel György (Octave Feuillet: Az erdő szépe)
- Aba András (Rátkay László – Erkel Elek: Felhő Klári)

## Működési adatai
1877–79: Gerő Jakab; Kovács Mór; 1879: Völgyi György; 1880: Erdélyi Marietta; 1881: Bogyó Alajos; 1882: Völgyi; 1883: Mosonyi Károly; Vilmos; 1884: Arad; Tóth Béla; 1885: Gáspár Pál; 1886: Kövesi; 1887: Rakodczay Pál; 1893: Balogh György; 1894: Mezei János; 1897: Bokody Antal; 1899: Kunhegyi Miklós.
Igazgatóként: 1899: Nyitra; 1903, 1905, 1907, 1910: Békéscsaba.